# Johanna Constanzia Weinzierl
Johanna Constanzia Weinzierl, verheiratete Johanna Constanzia Goßmann (10. Februar 1807 in München – 13. Oktober 1840 in Würzburg), war eine deutsche Opernsängerin (Sopran).

## Leben
Frühzeitig äußerte sich ihr musikalisches Talent, so dass sich der Vater, ein bayrischer Regimentsquartiermeister, veranlasst sah, der Kleinen in Würzburg, wo er in Garnison war, Klavierunterricht bei Franz Joseph Fröhlich und Gesangsstunden bei Franz Xaver Eisenhofer erteilen zu lassen. Die misslichen Verhältnisse, in die ihr Vater geraten war, nötigten sie, die Stelle einer Lehrerin an einem Musikinstitute zu nehmen und auf diese Weise die erworbenen Kenntnisse zu verwerten. Auf ihre schöne Stimme wurde man gelegentlich eines Wohltätigkeitskonzertes aufmerksam, sie ließ sich fortan wiederholt öffentlich hören, bis sie, durch ihre Erfolge ermuntert, die Lehrtätigkeit aufgab und sich der Bühne zuwandte.
Ihre Hauptwirksamkeit beschränkte sich wohl auf Würzburg, wo sie engagiert war, doch erschien sie auch wiederholt als Gast in München. „Malwina“ in Vampyr, „Amenaide“ in Tancredi, „Königin der Nacht“ und „Prinzessin von Novarra“ gehörten zu ihren beliebtesten Leistungen, in denen ihre nicht gerade besonders kräftige, aber außerordentlich wohlgeschulte und klangvolle Stimme zu bester Wirkung gelangte. Am 29. September 1835 verheiratet sie sich mit dem an der königlichen Studienanstalt in Würzburg angestellten Professor Johann Bartholomäus Goßmann (1811–1854) und schied gänzlich von der Bühne. Nur noch in Konzerten nahm sie die Gelegenheit, ihren sympathischen Gesang ertönen zu lassen. Die Künstlerin starb nach kurzer Ehe am 13. Oktober 1840 in Würzburg.
Ihre Kinder waren die Theaterschauspielerinnen Friederike (1836–1906) und Marie Goßmann (nach 1831–1917).